# 2024년 하계 올림픽 파라과이 선수단
파라과이는 2024년 7월 26일부터 8월 11일까지 파리에서 열리는 2024년 하계 올림픽에 참가했다. 이번 하계 올림픽은 파라과이의 17번째 하계 올림픽 출전이 된다. 이는 미국이 주도한 보이콧에 대한 국가의 부분적인 지지로 인해 1980년 모스크바 대회를 제외하고 국내의 14번째 하계 올림픽 출전이 된다.

## 출전 선수
| 종목 | 남자 | 여자 | 전체 |
| ---- | ---- | ---- | ---- |
| 육상 | 1    | 1    | 2    |
| 축구 | 18   | 0    | 18   |
| 골프 | 1    | 0    | 1    |
| 유도 | 0    | 1    | 1    |
| 조정 | 1    | 1    | 2    |
| 수영 | 1    | 1    | 2    |
| 배구 | 0    | 2    | 2    |
| 전체 | 22   | 6    | 28   |

## 매달 집계
| 종목 | 1 | 2 | 3 | 합계 |
| 종목 | ' | ' | ' | '    |
| 종목 | ' | ' | ' | '    |
| 종목 | ' | ' | ' | '    |
| 합계 | ' | ' | ' | '    |

## 같이 보기
- 2024년 하계 올림픽